# Bướm đêm
Bướm đêm hay ngài là một loài côn trùng có mối quan hệ chặt chẽ đến loài bướm ngày, cả hai đều thuộc Bộ Cánh vẩy. Bướm đêm chiếm phần lớn số chủng loại loài trong bộ này, người ta cho rằng có khoảng 150.000 đến 250.000 loài bướm đêm khác nhau (khoảng gấp mười lần so với số lượng các loài bướm ngày), với hàng ngàn loài chưa được mô tả.

## Phân biệt với bướm

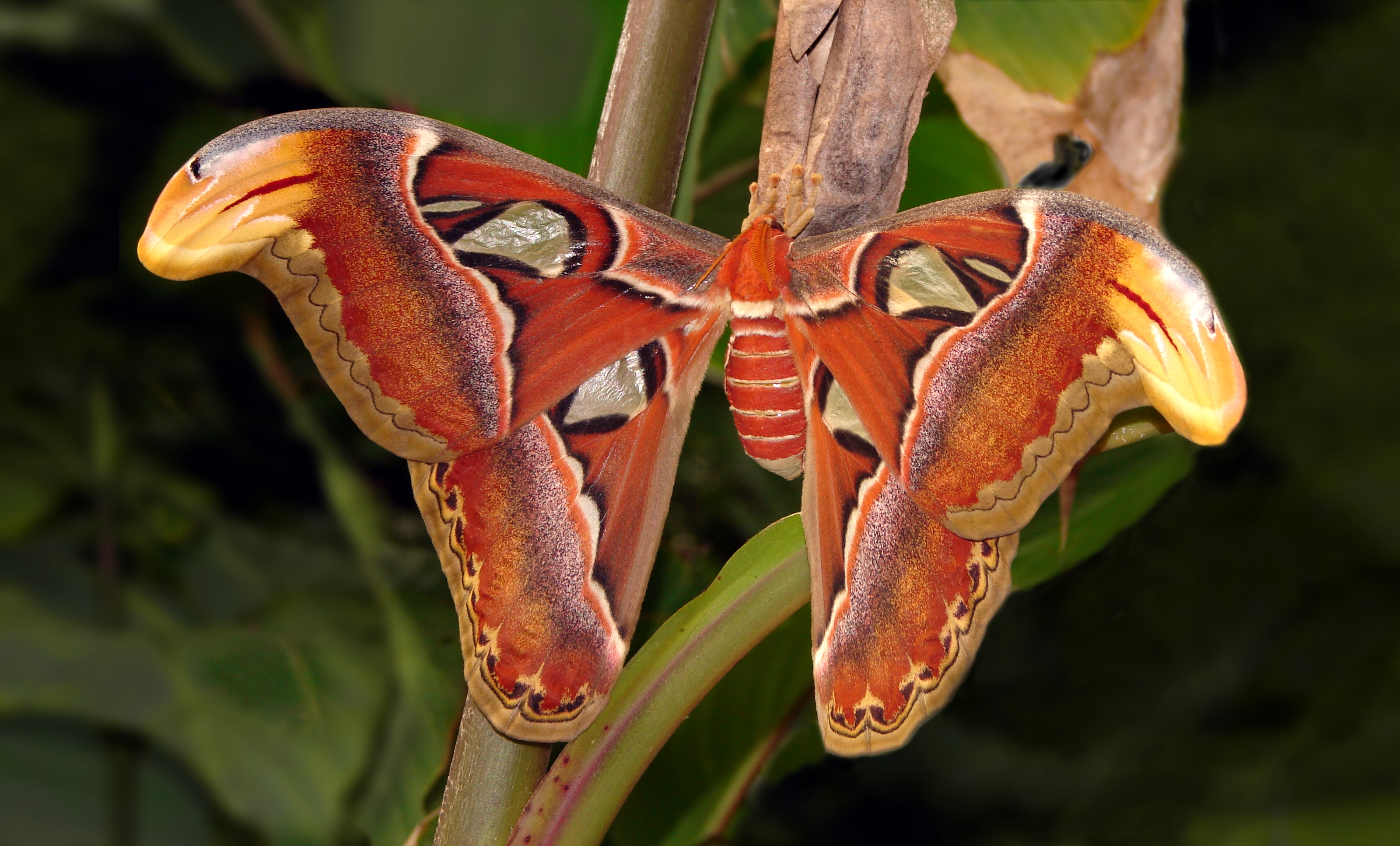
Bướm khế là loài bướm đêm lớn nhất trên thế giới và có tên trong Sách đỏ Việt Nam.

Bướm đêm không dễ phân biệt với bướm thường. Đôi khi cái tên "Heterocera" được sử dụng cho loài bướm này trong khi thuật ngữ "Rhopalocera" được sử dụng cho bướm để phân biệt, tuy nhiên, nó không có giá trị phân loài. Các nhà khoa học đã có nhiều nỗ lực để chia nhỏ phân Bộ Lepidoptera thành các nhóm như Microlepidoptera và Macrolepidoptera, Frenatae và Jugatae, hoặc Monotrysia và Ditrysia. Thất bại của các tên này tồn tại trong phân loại hiện đại là bởi vì không cái tên nào đại diện cho một cặp của các nhóm đơn ngành.
Thực tế cho thấy có một nhóm nhỏ những con bướm được sinh ra từ "bướm đêm" (được coi như là một phần của Ditrysia của Neolepidoptera) Và như vậy, không có cách nào để nhóm tất cả các loài còn lại trong một nhóm đơn ngành, nó sẽ luôn luôn loại trừ là 1 hậu duệ dòng dõi. Hơn nữa, ngay cả ấu trùng của chúng cũng giống ấu trùng của bọ cánh cứng (coleoptera).

## Sâu bướm
Ấu trùng của bướm đêm thuộc họ này thường có cơ thể ngắn, nhiều thịt, và có nhiều loài có dạng như con sên. Chân ngực nhỏ, không có chân bụng và ấu trùng chủ yếu bò, trườn. Ấu trùng thường có dạng rất đặc biệt, cơ thể có nhiều gai cứng, gây ngứa, đặc biệt là ở loài Parasa lepida.
Ngài (sinh học) được hình thành trong một cái kén rất cứng, còn gọi là nhộng, bên ngoài có một lớp tơ mỏng. Kén có hình tròn, hoặc bán cầu (có một mặt dính để bám chặt vào nơi làm kén). Khi vũ hóa, ngài thoát ra ngoài vỏ kén, mở cánh bắt đầu cuộc sống bay lượn.

## Hình ảnh

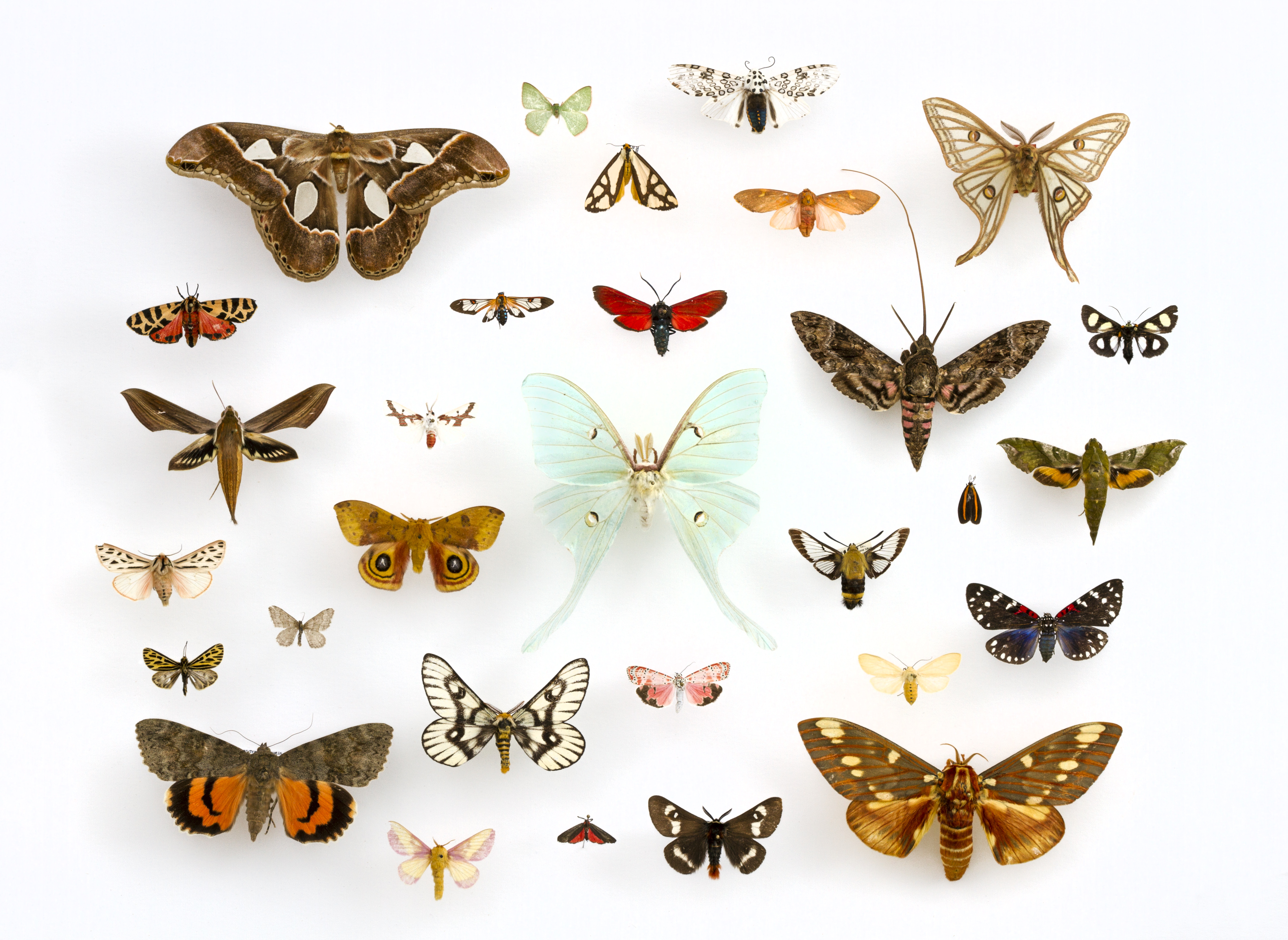
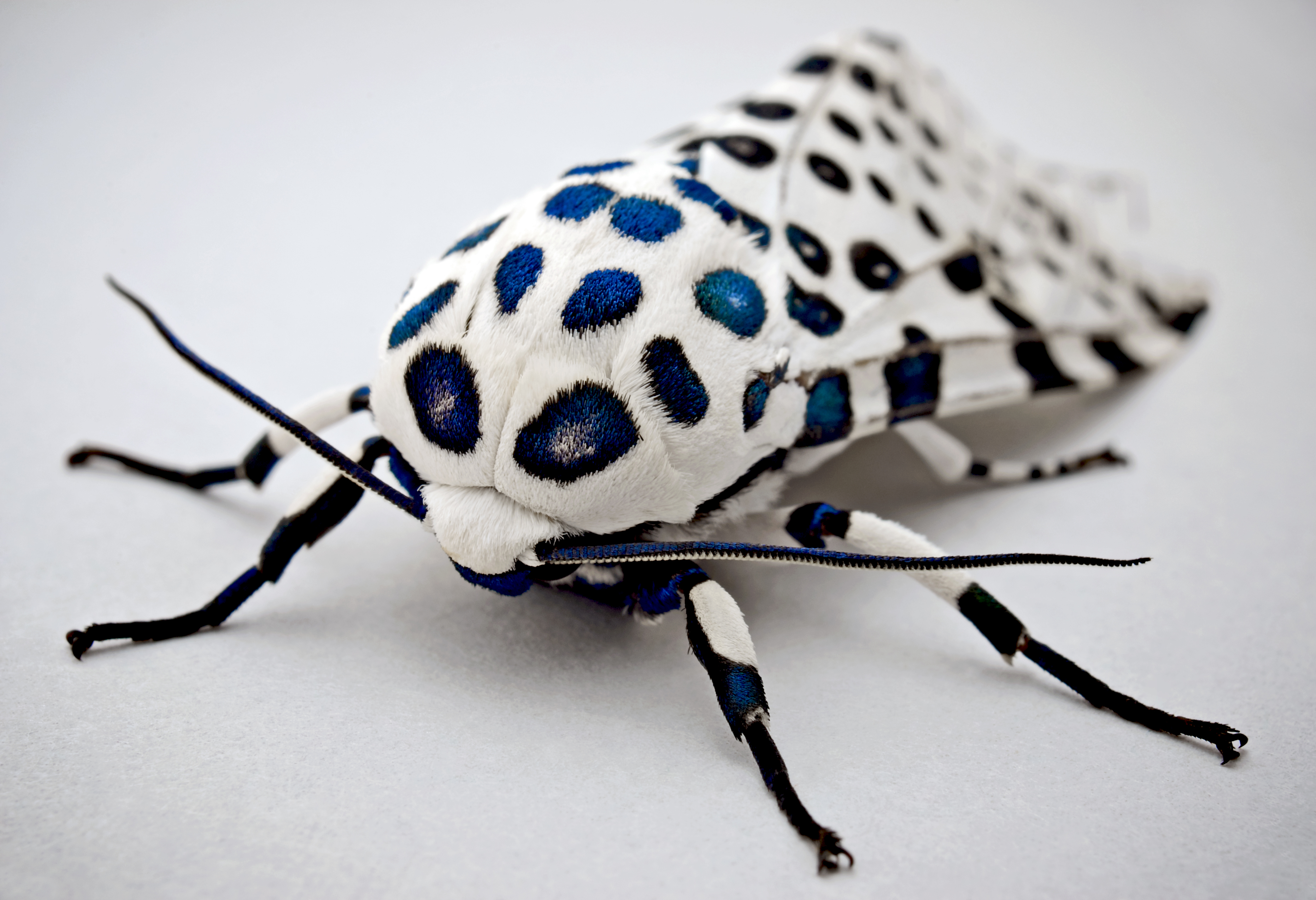
Hypercompe scribonia
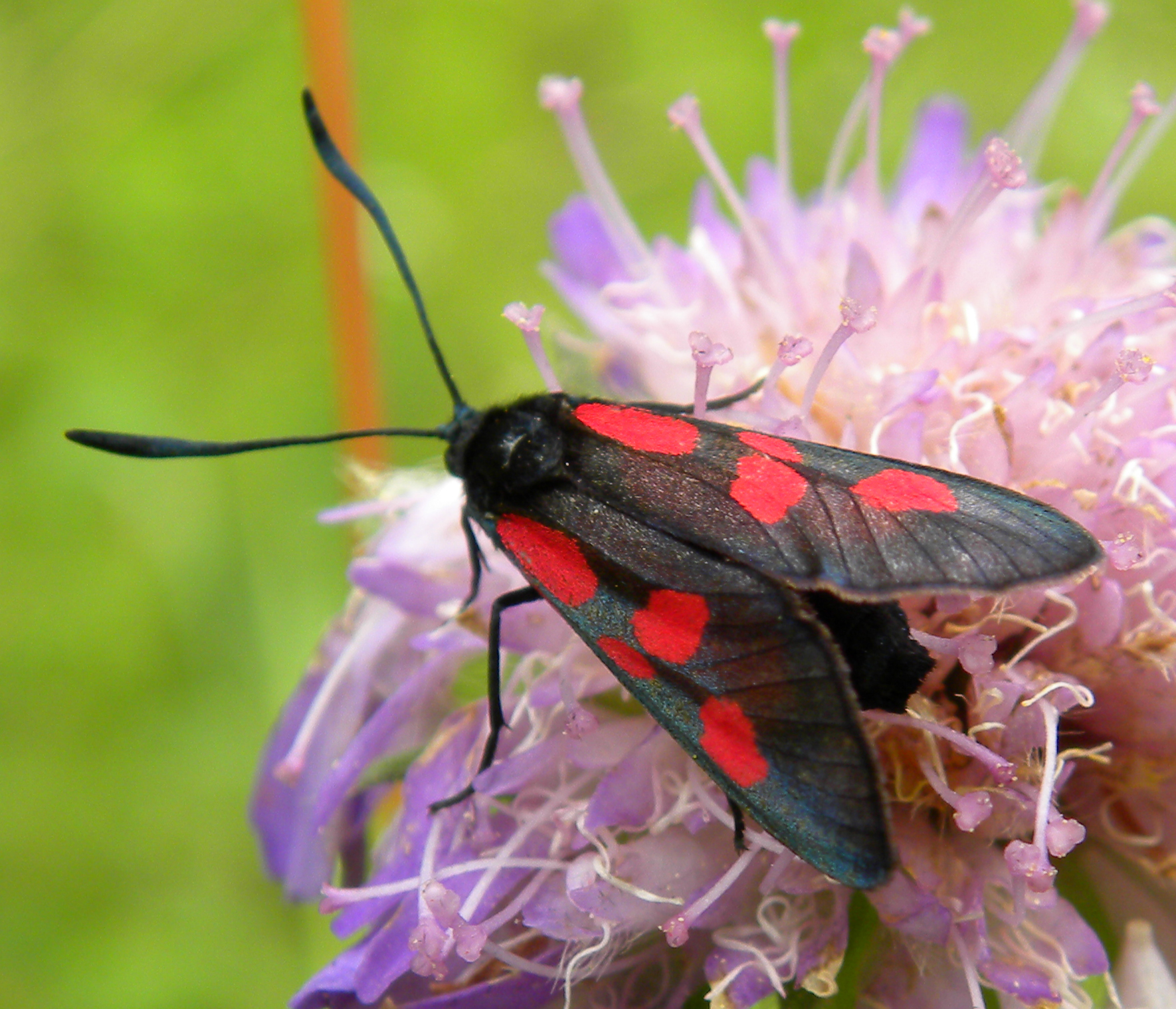
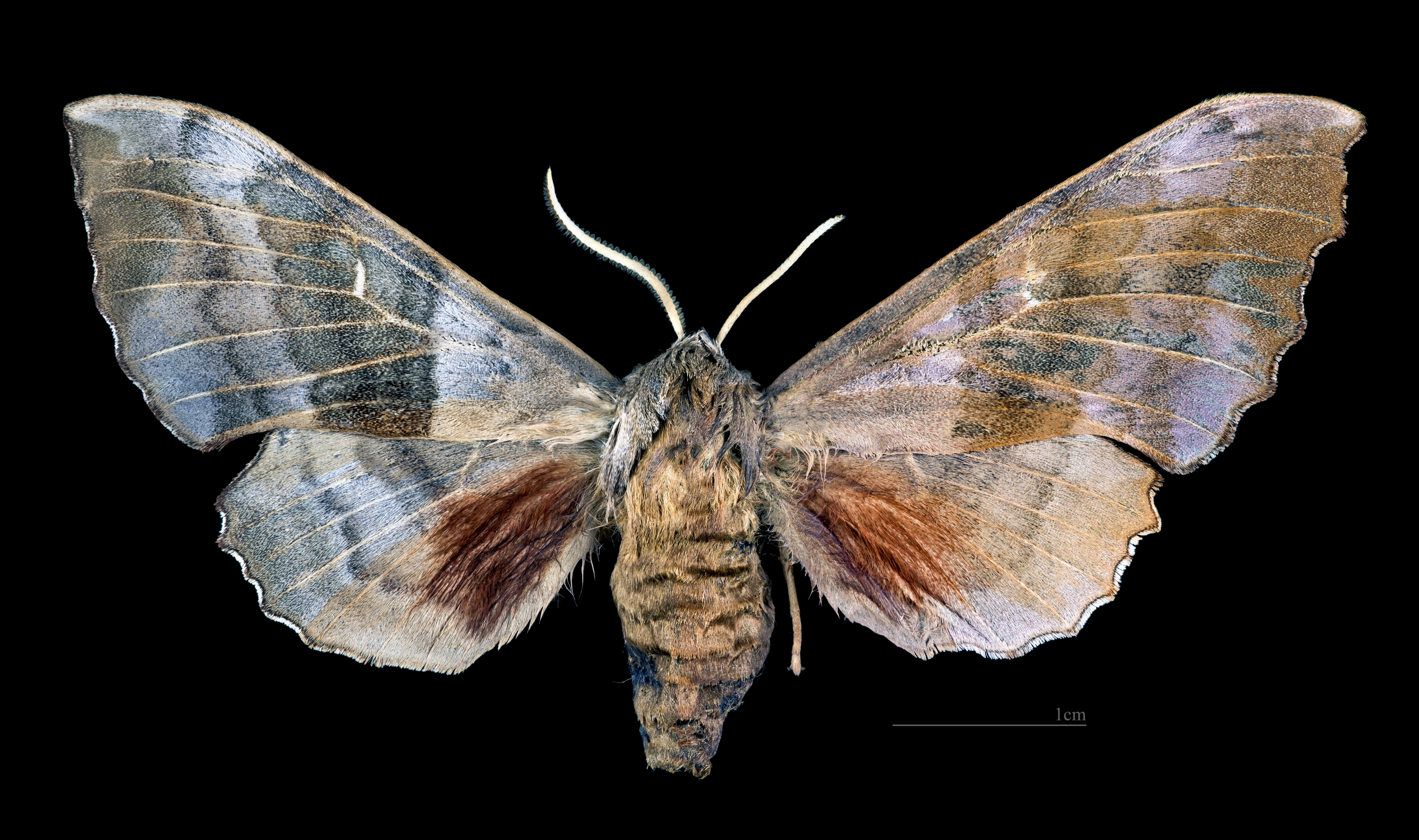
Laothoe populeti
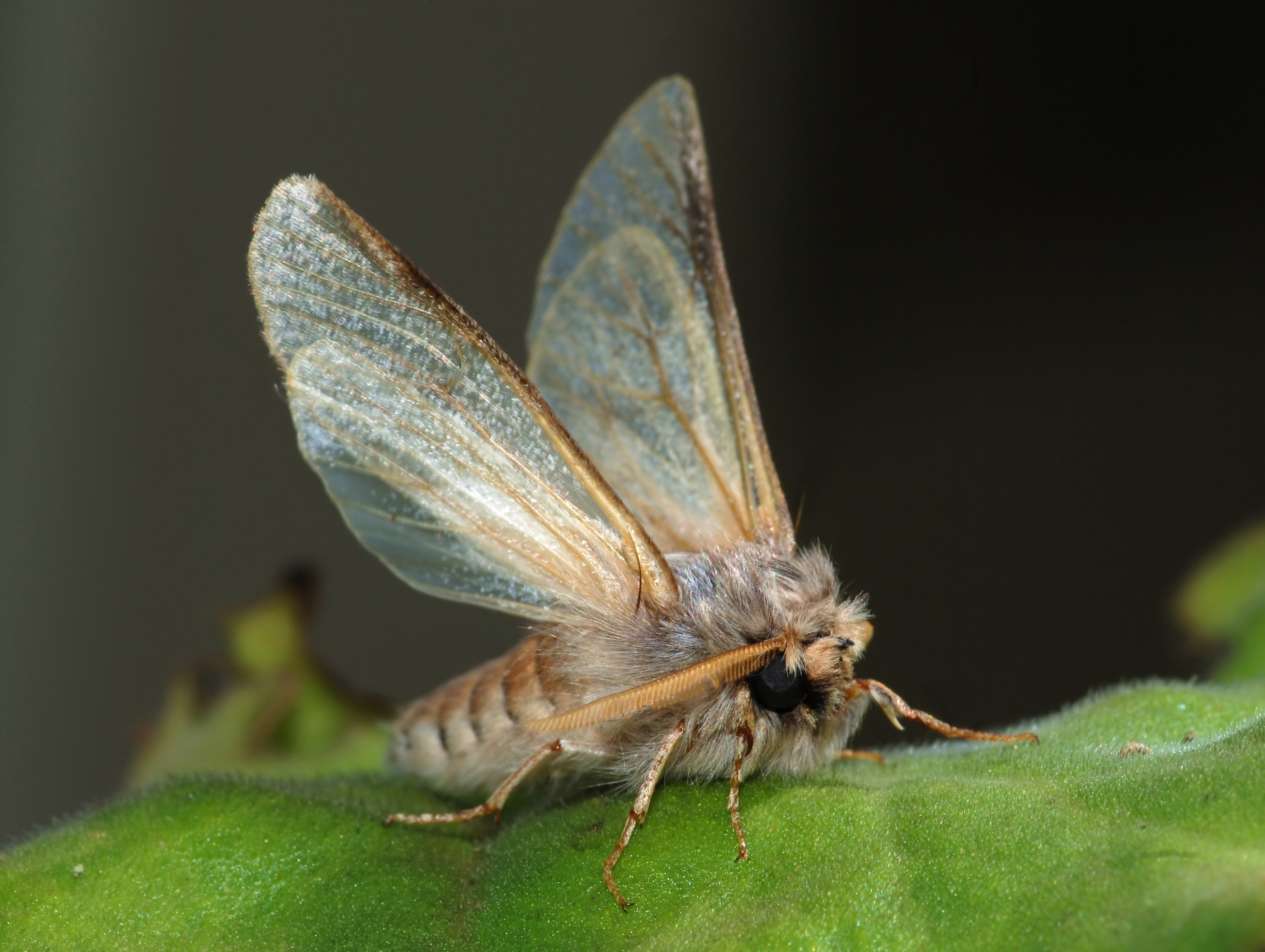
Thaumetopoea pityocampa
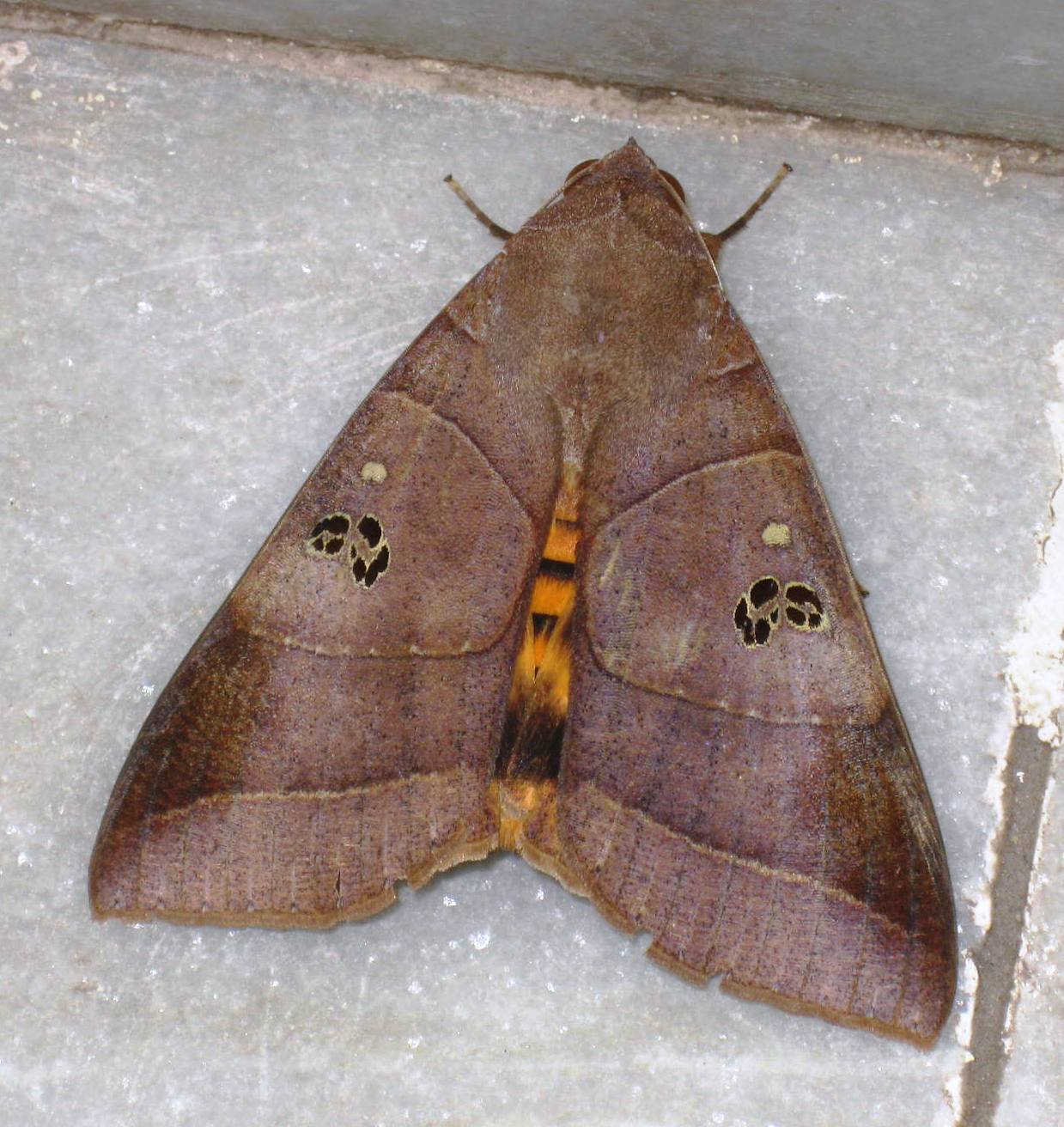
Một con bướm đêm trên sàn đá cẩm thạch ở Kolkata, Ấn Độ